# Microthrissa moeruensis
Microthrissa moeruensis är en fiskart som först beskrevs av Poll, 1948.  Microthrissa moeruensis ingår i släktet Microthrissa och familjen sillfiskar. IUCN kategoriserar arten globalt som sårbar. Inga underarter finns listade i Catalogue of Life.